# Kiss (album Carly Rae Jepsen)
Kiss – drugi album studyjny kanadyjskiej piosenkarki Carly Rae Jepsen wydany 14 września 2012 roku przez 604 Records, School Boy Records i Interscope Records. Był to jednak jej pierwszy album wydany międzynarodowo. Płyta zawiera dwa największe hity Jepsen, „Call Me Maybe” i „Good Time”, a także „This Kiss” oraz „Tonight I'm Getting Over You”.
Materiał na płytę został stworzony w pośpiechu w przeciągu kilku miesięcy, po tym jak piosenka „Call Me Maybe” odniosła wielki międzynarodowy sukces, a Jepsen podpisała kontrakt z wytwórniami Schoolboy i Interscope. Stylistycznie album oscyluje wokół dance-popu i teen popu. Całość została wyprodukowana przez wielu różnych producentów, byli to m.in. Klas Åhlund, Dallas Austin, Max Martin, czy Lukas Hilbert. Jepsen promowała Kiss występując jako support przed Justinem Bieberem podczas jego trasy koncertowej Believe w 2012 roku, a w 2013 roku wyruszyła we własne tournée The Summer Kiss Tour.
Płyta spotkała się z sukcesem komercyjnym, docierając do top 10 list sprzedaży w Kanadzie, USA, Australii, Nowej Zelandii, Japonii i Wielkiej Bryatnii. Dostała też w większości pozytywne recenzje od krytyków muzycznych i zdobyła Nagrodę Juno w kategorii Album Roku.

## Lista utworów
Wersja podstawowa
1. „Tiny Little Bows” – 3:21
2. „This Kiss” – 3:48
3. „Call Me Maybe” – 3:13
4. „Curiosity” – 3:33
5. „Good Time” (oraz Owl City) – 3:25
6. „More Than a Memory” – 4:02
7. „Turn Me Up” – 3:44
8. „Hurt So Good” – 3:08
9. „Beautiful” (oraz Justin Bieber) – 3:17
10. „Tonight I'm Getting Over You” – 3:39
11. „Guitar String / Wedding Ring” – 3:26
12. „Your Heart Is a Muscle” – 3:49

Bonusy na wersji deluxe
13. „Drive” – 2:59
14. „Wrong Feels So Right” – 4:17
15. „Sweetie” – 3:38
16. „I Know You Have a Girlfriend” – 3:03
17. „Almost Said It” – 2:27
Bonus na wersji japońskiej
18. „Melt with You” – 3:59

## Pozycje na listach
| Kraj                               | Pozycja | Certyfikat      |
| ---------------------------------- | ------- | --------------- |
| Australia (ARIA Charts)            | 8       | złota płyta     |
| Austria                            | 25      | złota płyta     |
| Francja (SNEP)                     | 14      |                 |
| Hiszpania (Promusicae)             | 20      |                 |
| Holandia (MegaCharts)              | 47      |                 |
| Irlandia (IRMA)                    | 16      |                 |
| Japonia (Oricon)                   | 4       | platynowa płyta |
| Kanada (Billboard Canadian Albums) | 5       | złota płyta     |
| Niemcy (GfK Entertainment)         | 22      |                 |
| Norwegia (VG-lista)                | 24      |                 |
| Nowa Zelandia                      | 6       |                 |
| Polska                             | –       | złota płyta     |
| Stany Zjednoczone (Billboard 200)  | 6       |                 |
| Szwajcaria                         | 18      |                 |
| Wielka Brytania (UK Albums Chart)  | 9       | srebrna płyta   |
| Włochy (FIMI)                      | 31      |                 |